# Blühreife
Mit Blühreife bezeichnet man bei mehrjährigen Blütenpflanzen das Alter, in dem sie beginnen, Blüten zu bilden. 
Der Eintritt der Blühreife spielt insbesondere bei Obstgehölzen eine wirtschaftliche Rolle, von denen man einen Ertrag erwartet. Auch für die Imkerei ist er von Bedeutung. Auch bei anderen ausdauernden Pflanzen wird der Eintritt der Blühreife beobachtet. Zur Blütenbildung muss das vegetative Wachstum einer jungen Pflanze umgesteuert werden (Blüteninduktion). Die Blühreife ist Voraussetzung zur Generativen Vermehrung.